# Wasilij Truszyn
Wasilij Pietrowicz Truszyn (ros. Василий Петрович Трушин, ur. 19 września 1934, zm. 16 stycznia 2006) – radziecki i rosyjski działacz państwowy, generał pułkownik służby wewnętrznej, minister spraw wewnętrznych Rosji (1993).

## Życiorys
W 1957 ukończył Moskiewski Instytut Górniczy, pracował w Moskwie jako inżynier konstruktor, w 1959 został funkcjonariuszem Komsomołu, w latach 1964-1968 był I sekretarzem Komitetu Miejskiego Komsomołu w Moskwie. Od 1961 należał do KPZR, 1968-1974 był I sekretarzem jednego z rejonowych komitetów KPZR w Moskwie, 1974-1976 kierownikiem Wydziału Pracy Organizacyjno-Partyjnej Komitetu Miejskiego KPZR w Moskwie, następnie sekretarzem Komitetu Miejskiego KPZR w Moskwie. Od września 1979 do stycznia 1984 był szefem Miejskiego Zarządu Spraw Wewnętrznych Komitetu Wykonawczego Rady Miejskiej Moskwy i jednocześnie członkiem Kolegium MWD ZSRR, od stycznia do grudnia 1984 ponownie był sekretarzem Komitetu Miejskiego KPZR w Moskwie, od grudnia 1984 do października 1989 był I zastępcą ministra spraw wewnętrznych ZSRR w stopniu generała pułownika służby wewnętrznej, w 1986 kierował sztabami MWD ds. likwidacji skutków katastrofy w Czarnobylu, a w 1988 trzęsienia ziemi w Armenii. Od października 1989 do września 1990 był ministrem spraw wewnętrznych RFSRR, od września 1990 do 14 września 1991 zastępcą ministra spraw wewnętrznych ZSRR i jednocześnie 22-23 sierpnia 1991 p.o. ministra spraw wewnętrznych ZSRR i w sierpniu-wrześniu 1991 szefem Służby Bezpieczeństwa Ogólnego MWD ZSRR, w 1991 został przeniesiony na emeryturę. W czasie kryzysu konstytucyjnego miał być wyznaczony przez Aleksandra Ruckoja na ministra spraw wewnętrznych Federacji Rosyjskiej, ale nie ma dowodów, aby objął tę funkcję. Był odznaczony czterema Orderami Czerwonego Sztandaru Pracy i Orderem Przyjaźni Narodów.